# Furkan Korkmaz
Furkan Korkmaz (* 24. Juli 1997 in Bakırköy) ist ein türkischer Basketballspieler.

## Laufbahn
Korkmaz wechselte 2014 vom Zweitligisten Pertevniyal S.K. zur Erstligaspitzenmannschaft Anadolu Efes SK. Bereits in der Saison 2014/15 kam er auch zu Einsätzen in der EuroLeague. Korkmaz meldete sich im Jahr 2016 zum Draftverfahren der NBA an und wurde von den Philadelphia 76ers ausgewählt, die ihn während des Prozedere an 26. Stelle aufrufen ließen. Korkmaz blieb jedoch vorerst in seinem Heimatland, wechselte im Laufe des Spieljahres 2016/17 innerhalb der ersten Liga von Anadolu Efes zu Banvit.
Anfang Juli 2017 nahm Philadelphia seine Rechte an dem Türken wahr und stattete ihn mit einem Vertrag aus. In der Saison 2017/18 pendelte er zwischen der NBA und der NBA-G-League, aufgrund einer Fußverletzung verpasste er Teile des Spieljahres. Korkmaz bestritt insgesamt 361 NBA-Spiele für Philadelphia. Sein bestes Spieljahr als Mitglied der Mannschaft war 2019/20, das er in der Hauptrunde mit einem Mittelwert von 9,8 Punkten abschloss.
Im Februar 2024 wurde er im Rahmen eines Spielertauschs an die Indiana Pacers abgegeben. Korkmaz wurde in der Sommerpause 2024 von AS Monaco verpflichtet. Ende Dezember 2024 trennte man sich wieder. Wegen Verletzungen war er in Monaco kaum zum Zug gekommen. Kurz darauf wechselte in sein Heimatland zu Bahçeşehir Koleji S.K.

### Nationalmannschaft
2014 wurde er mit der türkischen Nationalmannschaft U18-Europameister und ein Jahr später Dritter der U19-Weltmeisterschaft. Ebenfalls 2015 holte er Silber bei der U18-EM und war dabei mit 16,1 Punkten je Turniereinsatz bester Korbschütze der türkischen Auswahl. Bei der Weltmeisterschaft 2019 war Korkmaz mit 11,8 Punkten je Begegnung Leistungsträger der Nationalmannschaft der Türkei.

## Karriere-Statistiken

### NBA

#### Hauptrunde
| Saison  | Team         | GP  | GS | MPG  | FG % | 3P % | FT % | RPG | APG | SPG | BPG | PPG |
| ------- | ------------ | --- | -- | ---- | ---- | ---- | ---- | --- | --- | --- | --- | --- |
| 2017/18 | Philadelphia | 14  | 0  | 5.7  | .286 | .294 | .500 | 0.8 | 0.3 | 0.1 | 0.1 | 1.6 |
| 2018/19 | Philadelphia | 48  | 7  | 14.1 | .400 | .326 | .818 | 2.2 | 1.1 | 0.6 | 0.0 | 5.8 |
| 2019/20 | Philadelphia | 72  | 12 | 21.7 | .430 | .402 | .755 | 2.3 | 1.1 | 0.6 | 0.2 | 9.8 |
| 2020–21 | Philadelphia | 55  | 11 | 19.3 | .401 | .375 | .732 | 2.1 | 1.5 | 0.9 | 0.2 | 9.1 |
| 2021–22 | Philadelphia | 67  | 19 | 21.1 | .387 | .289 | .810 | 2.6 | 1.9 | 0.5 | 0.1 | 7.6 |
| Gesamt  | Gesamt       | 256 | 49 | 18.7 | .405 | .355 | .769 | 2.2 | 1.3 | 0.6 | 0.1 | 7.9 |

#### Play-offs
| Saison  | Team         | GP | GS | MPG  | FG %  | 3P %  | FT % | RPG | APG | SPG | BPG | PPG |
| ------- | ------------ | -- | -- | ---- | ----- | ----- | ---- | --- | --- | --- | --- | --- |
| 2017/18 | Philadelphia | 1  | 0  | 2.0  | 1.000 | 1.000 | —    | 0.0 | 0.0 | 0.0 | 0.0 | 3.0 |
| 2018/19 | Philadelphia | 4  | 0  | 9.0  | .333  | .375  | .800 | 1.5 | 1.3 | 0.0 | 0.3 | 4.8 |
| 2019/20 | Philadelphia | 4  | 0  | 10.0 | .000  | .000  | .600 | 1.5 | 0.5 | 0.3 | 0.0 | 0.8 |
| 2020–21 | Philadelphia | 12 | 4  | 16.2 | .411  | .318  | .714 | 2.0 | 0.6 | 0.6 | 0.3 | 7.0 |
| Gesamt  | Gesamt       | 21 | 4  | 13.0 | .374  | .305  | .708 | 1.7 | 0.7 | 0.4 | 0.2 | 5.2 |